# Herb gminy Sosnowica
Herb gminy Sosnowica – symbol gminy Sosnowica.

## Wygląd i symbolika
Herb przedstawia na tarczy dzielonej w słup w polu lewym złotym dwie skrzyżowane gałązki: dębu i sosny, natomiast w polu prawym czerwonym srebrną nałęczkę, przez którą przechodzi szabla. Dąb i sosna nawiązują do dwóch zrośniętych drzew, pod którymi, zgodnie z legendą, mieli się spotykać Tadeusz Kościuszko i Ludwika Sosnowska, nałęczka do herbu Nałęcz, którym pieczętowała się rodzina Sosnowskich, posiadająca wieś, natomiast szabla do walk z okresu powstania styczniowego.